# (30788) Angekauffmann
(30788) Angekauffmann est un astéroïde de la ceinture principale.

## Description
(30788) Angekauffmann est un astéroïde de la ceinture principale. Il fut découvert le 8 septembre 1988 à Tautenburg par Freimut Börngen. Il présente une orbite caractérisée par un demi-grand axe de 2,63 UA, une excentricité de 0,20 et une inclinaison de 26,8° par rapport à l'écliptique.

## Compléments